# Sajanogorsk
Sajanogorsk (chakasky i rusky Саяного́рск) je město v Rusku v Chakaské republice. Jedná se o správní centrum městského okruhu Sajanogorsk. Co se týká rozlohy, je třetím největším městem regionu. Žije zde přibližně 45 tisíc obyvatel. Hustota zalidnění činí 520 obyvatel na km².

## Fyzicko-geografická charakteristika
Město se rozkládá na levém břehu řeky Jenisej, 80 km jižně od Abakanu. Město leží ve stepi. Nachází se v krasnojarském časovém pásmu (MSK +4, UTC +7).
Klima je zde mírně kontinentální s ročním úhrnem srážek 250–300 mm. Průměrná teplota v červnu dosahuje +18,6 °C, v zimě −17,0 °C. Vegetační období trvá 160 dní.

## Historie
V místě ležela od 19. století obec Označennoje (rusky село Означенное) a sídlo se tak nazývalo až do 6. listopadu 1975, kdy v souvislosti se stavbou Sajansko-šušenské vodní elektrárny a Sajanogorského hliníkového závodu vznikl Sajanogorsk. Pojmenování města pochází od nedalekých Sajanských hor.

## Obyvatelstvo
Podle údajů k 1. lednu 2019 bylo město Sajanogorsk 340. největší město Ruské federace (z celkového počtu 1115). Vývoj počtu obyvatel znázorňuje následující graf:

## Administrativní dělení
Sajanogorsk se dělí na 10 mikrorajónů:
- 1 a 2 – Jenisejskij (rusky Енисейский)
- 3 a 4 – Zavodskoj (rusky Заводской)
- 5 – Komsomolskij (rusky Комсомольский)
- 6 – Južnyj (rusky Южный)
- 7 – Sovetskij (rusky Советский)
- 8 – Intěrnacionalnyj (rusky Интернациональный)
- 9 – Leningradskij (rusky Ленинградский)
- 10 – Centralnyj (rusky Центральный)

## Kultura
Ve městě se nachází kino „Aljans“, dva sály se nacházejí taktéž v obchodním centru „Sputnik“, dva domy kultury – „Vizit“ a „Eněrgetik“ a oblastní muzeum m. Sajanogorsk, které schraňuje na 28 900 exponátů. Ve městě pracuje šest knihoven.

## Vzdělání
Na území Sajagorsku se nachází deset škol, liceum a filiálky TUSUR, Moskevského technologického institutu VTU. Dále se zde nachází Sajanogorské polytechnické technikum, Sajanské technikum ekonomie, managementu a informatiky. V osadě Čeremuški se nachází Sajano-šešenská filiálka Sibiřské federální university.

## Ekonomika

### Průmysl
Hlavní průmyslové závody města jsou:
- kombinát „Sajanmramor“ – výroba produktů ze sajanského mramoru
- Sajanogorodský aluminiový závod – výroba hliníku a jeho slitin
- závod „Rusal Sajanal“ – výroba aluminiových fólií a obalových materiálu na její bázi
- Chakasský aluminiový závod – výroba hliníku a jeho slitin
- Družstvo dočasného provozu – podnik zabývající se průmyslovou železniční dopravou
- filiálka „FSK JEES ‚Chakasskoje‘ PMES Sibiri“
- společnost „Promstroj“ (na hraně bankrotu)
- závod „Sajanmoloko“

### Energetika
- Sajansko-šušenská vodní elektrárna
- Majnská vodní elektrárna

## Doprava
Městskou dopravu tvoří několik autobusových linek. Pomocí silniční a vodní dopravy má spojení s městy Abakan a Minusinsk. Městem taktéž procházejí dvě železniční tratě a to Kamyšta–Sajanogorsk (nákladní) a Predzavodskaja (osobní, využívá se pouze k jízdám osob z a do Sajanogorského aluminiového závodu). Jízda vlakem je zdarma. Sajanogorsk nemá dálkové železniční spojení.